# Pedicia straminea
Pedicia (Crunobia) straminea là một loài ruồi trong họ Pediciidae. Chúng phân bố ở vùng sinh thái Palearctic.